# Europa Sportpark (SSE)
La piscina cubierta del Europa Sportpark (SSE) es una piscina cubierta de Berlín y sede de numerosas competiciones nacionales e internacionales. Se encuentra en Landsberger Allee en el barrio de Prenzlauer Berg en el distrito de Pankow en las inmediaciones del Velódromo. Desde la estación Landsberger Allee S-Bahn hay un paso subterráneo hacia el edificio. La sala tiene una capacidad regular de 2500 espectadores, con gradas adicionales para hasta 4000 personas. Con una superficie de agua de 3391 m², es la piscina más grande de Europa.
El equipo incluye:

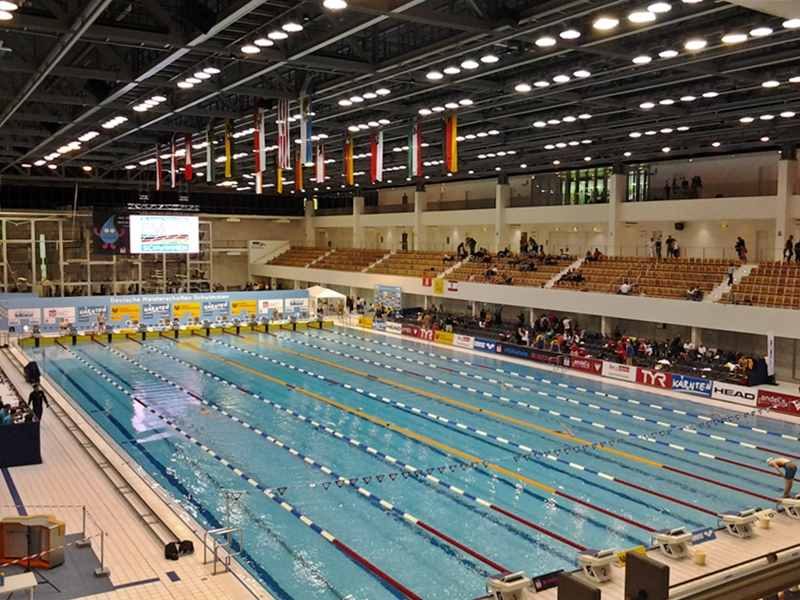

- una  piscina de competición con un puente giratorio móvil (50 × 25 × 3 m)
- una piscina (50 × 25 × 2,1 m) con profundidad de agua variable (0,3 - 2,1 m)
- una piscina de buceo (21 × 25 × 5 m)
- una  torre de buceo doble con plataformas simples a 3 my 7.5 my plataformas dobles para saltos sincronizados a 5 my 10 m, tablas de 3 x 3 m , 4 tablas de 1 m, una tabla de altura ajustable (1 m - 5 m)
- un grupo de enseñanza (16 × 6 m)
- una piscina de terapia con profundidad de agua variable (9 × 5 m)
- dos piscinas para niños / piscinas para niños y niños pequeños (5 × 5 m)
- una piscina de calentamiento / HotTub (1,50 × 2 m x 1,34 m)

El equipamiento adicional incluye una instalación de salto en seco, un gimnasio, una sala de pesas, una sala de ventas de artículos deportivos y un bistró.
- Datos: Q2257518
- Multimedia: Schwimm- und Sprunghalle im Europasportpark / Q2257518